# Blauwe grondduif
De blauwe grondduif (Claravis pretiosa) is een vogel uit de familie Columbidae (duiven).

## Verspreiding en leefgebied
Deze soort komt voor van oostelijk Mexico tot noordelijk Argentinië en zuidoostelijk Brazilië.

## Status
De grootte van de populatie is in 2019 geschat op 0,5-5 miljoen volwassen vogels. Op de Rode lijst van de IUCN heeft deze soort de status niet bedreigd.  

## Externe link

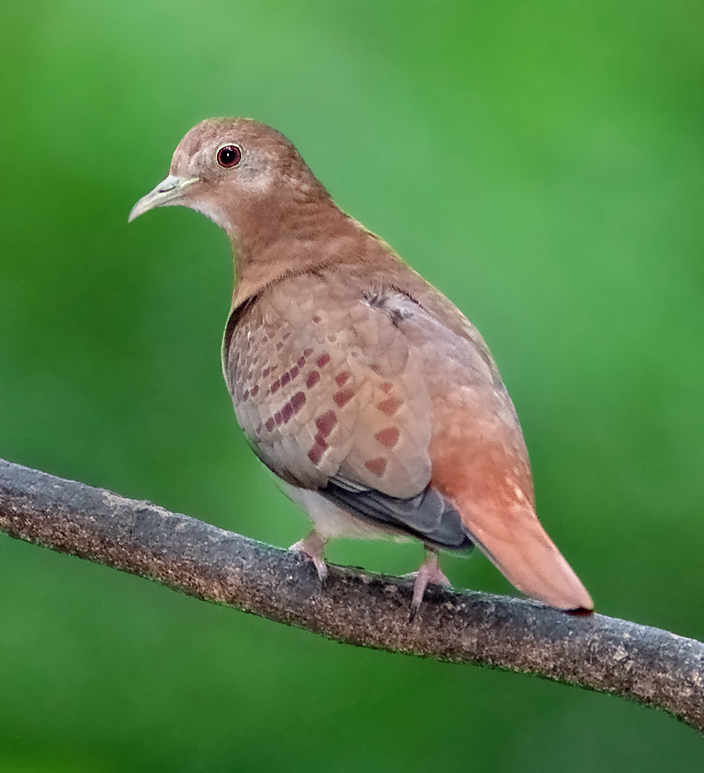
Vrouwtje blauwe grondduif